# Molly Gloss
Molly Gloss (née le 20 novembre 1944) est une écrivaine américaine de fiction historique et de science-fiction.

## Biographie
Molly Gloss a grandi dans l'Oregon rural et a commencé à écrire sérieusement lorsqu'elle a suivi l'atelier d'écriture d'Ursula K. Le Guin en 1981, une célèbre écrivaine dont elle est devenue ensuite une amie proche. Elle a enseigné l'écriture et la littérature de l'Ouest américain à l'université d'État de Portland, et fait actuellement partie du corps enseignant du programme de maîtrise en littérature de l'université du Pacifique.

## Distinctions
- The Jump-Off Creek a été finaliste du PEN/Faulkner Award for Fiction et a remporté le Ken Kesey Award for the Novel 1990 et le Pacific Northwest Booksellers Association Award 1990[4].
- Prix Whiting (en) 1996 pour la fiction[5].
- Wild Life a été finaliste de l'Oregon Book Award et a remporté en 2000 le James Tiptree, Jr. pour un ouvrage qui explore ou élargit les notions de genre[6].
- The Hearts of Horses a été finaliste du prix du livre de l'Oregon 2008[7].
- The Grinnell Method a remporté le prix Theodore Sturgeon de la nouvelle en 2013.
- Unforeseen a été finaliste du World Fantasy en 2020.
- En 2021, Molly a reçu le prix C.E.S. Wood "en reconnaissance d'une carrière littéraire substantielle et durable".